# Comté de Merrick
Pour les articles homonymes, voir Merrick.
Le comté de Merrick est un comté de l'État du Nebraska aux États-Unis. Son siège est la ville de Central City.